# Allodelphis
Allodelphis is een geslacht van uitgestorven dolfijnen dat in het Oligoceen en Mioceen langs de kusten van het Amerikaanse continent leefde. Dit dier is het typegenus van de Allodelphinidae, een familie van rivierdolfijnen.

## Naamgeving
Het geslacht werd in 1935 benoemd door Leslie E. Wilson. De geslachtsnaam betekent 'afwijkende dolfijn'. De typesoort is Allodelphis pratti. De soortaanduiding eert de in 1935 overleden George Dupont Pratt.
Allodelphis woodburnei werd in 2009 benoemd door Lawrence G. Barnes en Robert E. Reynolds. De soortaanduiding eert Michael O. Woodburne.

## Fossiele vondsten
Fossielen van Allodelphis zijn gevonden in de Verenigde Staten en Panama. Het geslacht omvat twee soorten:
- A. pratti: de typesoort leefde in het Chattien (28 tot 23 miljoen jaar geleden), onderdeel van het Oligoceen. Fossielen van A. pratti zijn gevonden in de Jewett Sand-formatie in Californië. Het holotype is YMP 13408, een schedel.
- A. woodburnei: deze soort leefde in het Aquitanien (23-20 miljoen jaar geleden), onderdeel van het Mioceen. A. woodburnei is bekend van vondsten uit de Vaqueros-formatie in Californië. Het holotype is SBCM L3210-1, een skelet met schedel.

In de twaalf miljoen jaar oude Gatún-formatie in Panama is een gedeeltelijk skelet van een Allodelphis sp. gevonden dat dus niet tot op soortniveau gedetermineerd kon worden.

## Beschrijving

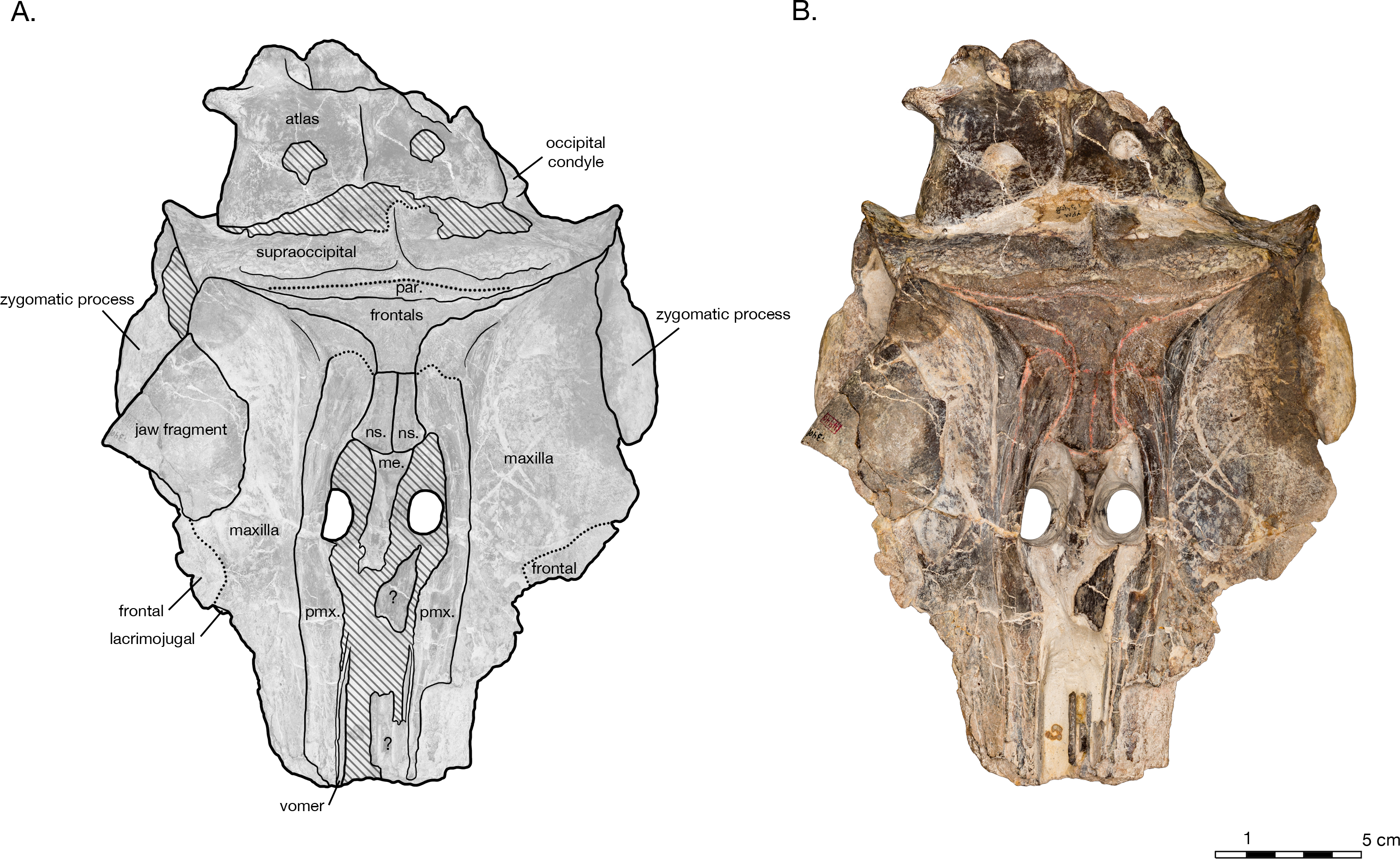
Bovenkant schedel A. pratti

Allodelphis was drie tot vijf meter lang met een lange, smalle snuit.

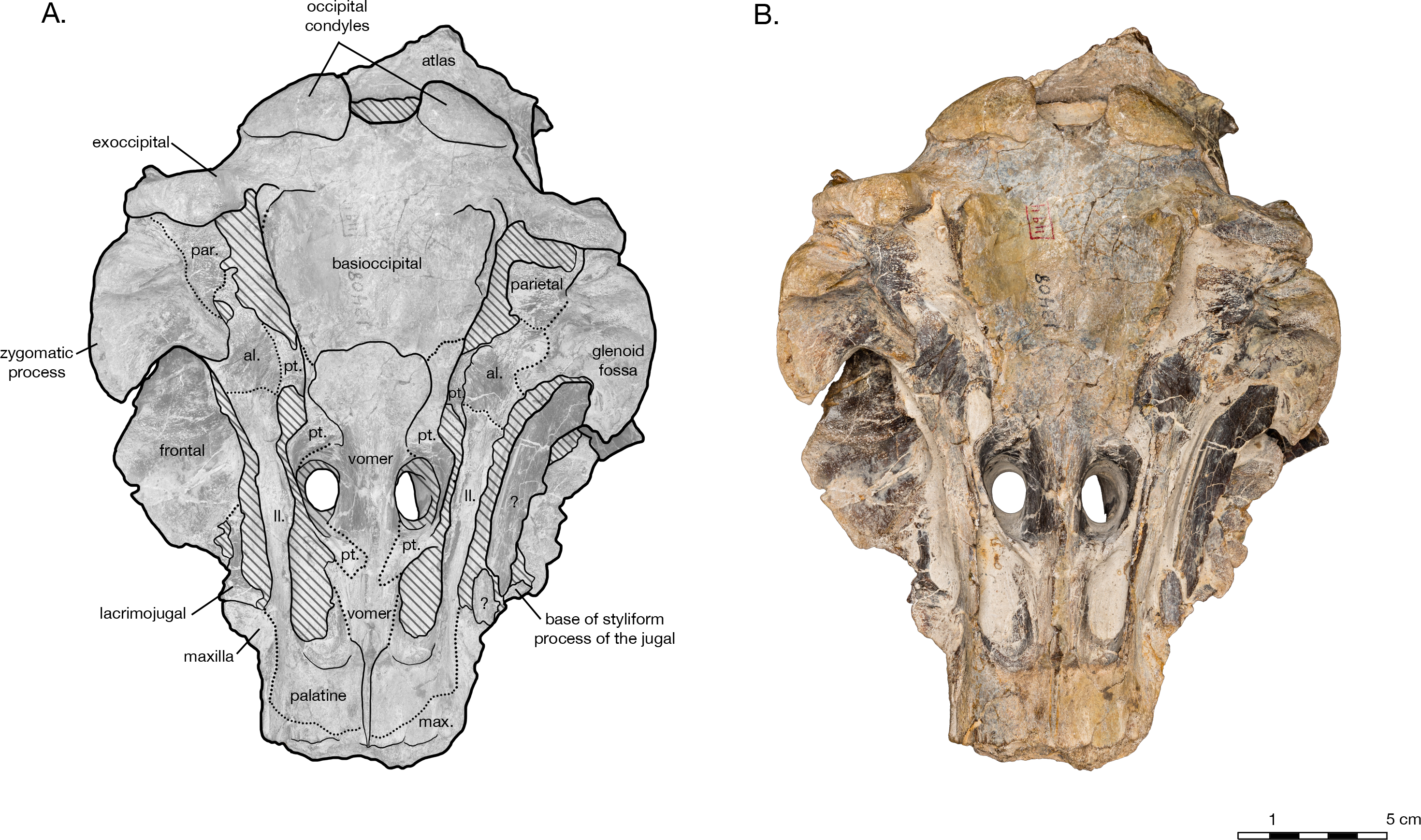
Onderkant schedel A. pratti

Allodelphis heeft een zeer lang rostrum en een polydont, heterodont gebit, dus met meerdere tanden van verschillende vorm. Hij verschilt van Ninjadelphis en Zarhinocetus door de volgende kenmerken. Er is een bredere bovenste opening van mesorostrale kanaal vóór de bovenste neusopeningen. Het achterste deel van het rostrum vóór de bovenste neusopeningen is niet verlaagd. De achterste uiteinden van de premaxillae zijn minder onregelmatig, niet sterk met uitsteeksels in de bovenkaaksbeenderen grijpend. De achterste uiteinden steken tot voorbij het niveau van de achterranden van de overeenkomstige neusbeenderen. De neusbeenderen zijn vooraan verheven in plaats van naar voren en beneden draaiend tot in het achterste deel van de achterste neusbeenderen. De neusbeenderen zijn vooraan breder in plaats van smal. De neusbeenderen zijn niet met elkaar vergroeid op de middenlijn of met onderliggende voorhoofdsbeenderen, maar met duidelijk door beennaden afstekende randen. De neusbeenderen en bovenste takken van de voorhoofdsbeenderen op de craniale vertex staan symmetrisch, met middenlijnnaden in het sagittale vlak in plaats van asymmetrisch naar links gebogen. De rechter- en linkerhelft van de nekkam zijn symmetrisch en ongeveer even breed en gebogen, en de nekkam loopt overdwars bijna recht in plaats van vooraan gebogen bij de craniale vertex. De bulla tympanica heeft een minder gezwollen buitenste beenlip. Er is een kleinere en meer naar achteren gerichte processus sigmoideus. Bij de atlas, de eerste halswervel, loopt de bovenste tak overdwars taps toe in plaats van verticaal verbreed te zijn.
Allodelphis kenmerkte zich door een relatief lange nek en robuuste ribben. Het was een bewoner van ondiepe wateren.

## Taxonomie
Er zijn momenteel twee soorten erkend, Allodelphis pratti en Allodelphis woodburnei. De laatste soort wordt gevonden in jongere (Vroeg-Mioceen, Aquitanien) afzettingen dan Allodelphis pratti, die wordt gevonden in de Jewett Sandformatie uit het Laat-Oligoceen van Kern County, Californië.